# Manuel Giandonato
Manuel Giandonato (né le 10 octobre 1991 à Casoli, dans la province de Chieti, dans les Abruzzes) est un footballeur italien évoluant au poste de milieu de terrain. Il joue actuellement à l'Olbia Calcio 1905.

## Biographie
Formé à la Primavera (jeunes de la Juve), Manuel Giandonato fait ses grands débuts en Serie A le 6 février 2010 au match Livourne 1-1 Juventus à la 83e minute en remplacement d'Alessandro Del Piero.
Il évolue en tant que milieu central, mais il peut aussi jouer en milieu défensif.

## Palmarès

### En club
- Torneo di Vareggio (1) : 2010 avec la Juventus